# Agoliinus praealtus
Agoliinus praealtus är en skalbaggsart som beskrevs av Gordon och Paul E.Skelley 2007. Agoliinus praealtus ingår i släktet Agoliinus och familjen Aphodiidae. Inga underarter finns listade i Catalogue of Life.